# Stockholm 59° North
Stockholm 59° North är ett svenskt danskompani i Stockholm, grundat 1997 av hovdansaren Madeleine Onne från Kungliga Baletten som ett fristående sidoprojekt med dansare från Kungliga Baletten. Syftet var och är att nå en större publik med en blandning av högkvalitativ modern dans och klassiskt skolade dansare och med turnéer i Sverige och internationellt. Den bejublade debuten skedde på den stora internationella festivalen Jacob's Pillow i USA sommaren 1997, och sedan dess har man uppfört ett stort antal nya produktioner i olika länder med såväl Confidencen som Dansens hus som hemmascen och samverkan med ett flertal framstående koreografer. En grund för verksamheten är att presentera en repertoar av nya egna och nytolkningar av högkvalitativa verk. Man har arbetat med koreografer/koreografier som Mats Ek, Birgit Cullberg, Alexander Ekman, Ivo Cramér, Örjan Andersson, Cristina Caprioli, Maurice Causey, Pär Isberg, Nacho Duato, Jorma Elo, William Forsythe, Virpi Pahkinen med flera.
Konstnärlig ledare är Nadja Sellrup från år 2018. Tidigare konstnärliga ledare har varit Madeleine Onne år 1997-2001, Johannes Öhman år 2001-2007, Jens Rosén år 2007-2015, Mia Hjelte år 2015-2018
Namnet syftar på Stockholms geografiska läge på drygt 59 grader nordlig bredd.

## Repertoaröversikt
- Come Out, Örjan Andersson
- W-shape revisited, Örjan Andersson
- Jacob, Örjan Andersson, Cristina Caprioli
- Fleeting Visions, Maurice Causey
- Before Nightfall, Nils Christe
- Prodigal Son, Ivo Cramér
- Dansvurmen, Ivo Cramér
- Pulcinella, Birgit Cullberg
- Morning Ground, David Dawson
- Dancing on the front porch of heaven, Ulysses Dove
- Castrati, Nacho Duato
- Pointless Pastures, duet, Mats Ek
- Pas de Dance, Mats Ek
- In my Dream Team, Jorma Elo
- In the middle some what elevated, William Forsythe
- Polarities, Millicent Hodgson, Kenneth Archer
- Two, Magdalena Irigoyen
- Nutcracker, Pär Isberg
- Carmen!?, Kenneth Kvarnström
- Tango Symmetries, Pontus Lidberg
- A step down from grace, Pontus Lidberg
- Regnet, Pontus Lidberg
- Öppen planlösning, Shintaro Oue
- An evening with 5 duets, Virpi Pahkinen,  Jorma Elo, Örjan Andersson, David Dawson, Shintaro Oue
- by the painless arrow of artemis, Virpi Pahkinen
- Bardo, Virpi Pahkinen
- In Light and Shadow, duet, Krzystof Pastor
- Fiskarena,  Skeaping,  Cramér
- Until The Last Sound And After, Yurij Zhukov
- Notes in the periferi, Jens Östberg